# Mihăiță Lazăr
Mihăiță Lazăr (ur. 3 listopada 1986 w Jassach w Rumunii) – rumuński rugbysta występujący na pozycji filara młyna, reprezentant kraju. Uczestnik Pucharu Świata w Rugby 2011, mistrz Francji w sezonie 2012/2013.

## Kariera klubowa
Wychowanek klubu Poli Agro CSS „Unirea”, grał także w CSS Gura Humorului, a w latach 2007-2009 powoływany również do drużyny București Rugby reprezentującej Rumunię w europejskich pucharach.
W 2009 roku przeniósł się do francuskiego klubu CASE Loire Sud Rugby występującego w Fédérale 1, z którym awansował do Pro D2 pierwszy raz w historii klubu. Po tym sezonie przeszedł do drużyny Pays d'Aix RC, która zakończyła poprzednie rozgrywki na przedostatnim, spadkowym miejscu w Pro D2, jednak w wyniku relegacji zadłużonego US Montauban pozostała w tej klasie rozgrywek.
Przed sezonem 2012-2013 związał się z Castres Olympique, z którym prócz Top 14 występuje również w Pucharze Heinekena. W barwach tego klubu zdobył mistrzostwo Francji w sezonie 2012/2013.

## Kariera reprezentacyjna
Reprezentował kraj w rozgrywkach juniorskich (ME U-18 2004, MŚ U-19 2005), w seniorskiej reprezentacji narodowej zadebiutował wysoko wygranym meczem z Czechami 28 marca 2008 roku. Znalazł się w składzie na Puchar Świata 2011, gdzie zagrał w trzech z czterech meczów, zdobywając jedno z trzech przyłożeń swojej drużyny. Wybrany graczem meczu w spotkaniu ze Szkocją, zbierał pochwały na łamach nowozelandzkiej prasy.